# 愛是花，你是那種子
《愛是花，你是那種子》（日語：愛は花、君はその種子）為日本女性演歌歌手都春美的個人第97張音樂單曲，於1991年7月1日發行，同為吉卜力工作室動畫《兒時的點點滴滴》片尾曲。

## 概要
此曲原為美國電影導演馬克·賴德在1979年推出的電影《歌声泪痕》中，由贝特·米德勒演唱的片尾曲《The Rose》，因歌詞內容符合《兒時的點點滴滴》的風格而被該片動畫導演高畑勳選為片尾曲，高畑勳並親自來翻譯改寫歌詞內容。
歌曲的演唱由女性演歌歌手都春美所擔任，在錄製時高畑勳及都春美長年的歌唱事業夥伴中村一好皆在場觀看結果，並花上比都春美平時錄製多出一倍的時間約6個鐘頭才完成。
此處收錄的B面歌曲《我心愛的人》原為在1968年9月1日發行的都春美個人第37張音樂單曲，除有穿插在《兒時的點點滴滴》結尾前一小段裡外，也曾被日本諧星志村健的節目《志村大爆笑》裡作為一些固定單元的配樂。該固定單元內容是只要背景一放出《我心愛的人》的音樂時、就會突然冒出一堆人配合著音樂節奏跳舞。

## 收錄歌曲
1.愛是花 你是那種子
歌詞翻譯：高畑勳／原作曲：Amanda McBroom／編曲：星勝
2.我心愛的人
作詞：白鳥朝詠／作曲、編曲：市川昭介
3.愛是花 你是那種子
※演奏版
4.我心愛的人
※演奏版

## 收錄專輯
- 兒時的點點滴滴原聲帶：1991年7月25日發行。
- 吉卜力工作室歌集：2008年11月26日發行。

## 翻唱者
- 澤田知可子：收錄於2009年專輯[4]
- （寶塚歌劇團）：收錄於2010年專輯[5]
- Imaginary Flying Machines：收錄於2011年專輯《Princess Ghibli II》、以死亡金屬音樂風格翻唱